# 샤론 전투
샤론 전투(영어: Battle of Sharon)는 1918년 9월 19일부터 25일까지 진행되었으며, 나블루스 전투의 반나절 전에 시작된 메기도 전투의 일부로, 제1차 세계 대전 시나이-팔레스타인 전역의 마지막 몇 달 동안 일어난 주요 전투였다. 이 전투는 지중해에서 유대산맥의 라파트 돌출부까지 넓은 지역에 걸쳐 벌어졌다. 여기서 이집트 원정군(EEF)의 제21군단과 프랑스 여단 규모의 팔레스타인 및 시리아 프랑스 분견대(프랑스어: Détachement Français de Palestine et de Syrie)는 오스만 제국의 일드림 집단군 제8군의 제22군단과 아시아 군단을 공격했다. 샤론 전투는 사막기마군단이 전선에 생긴 간격을 통해 샤론 평야를 넘어 에스드레일론 평야를 점령하면서 오스만 제국군 전선의 후방까지 확장되었다. 한편, 나블루스 전투에서는 제20군단이 나블루스를 공격하는 동안 체이터 군단이 요르단 계곡에서 우측을 방어하고 다리와 여울을 확보하여 유대산맥의 방어군을 포위하기 위해 전진했다. 이후 체이터 군단은 제2차 암만 전투 후 살트와 암만을 점령하기 위해 제4군에 맞서 전진했다.
샤론 전투는 9월 19일 서부 전선 방식의 포격으로 시작되었다. 이 포격 동안 주로 지상 기반 중포의 3분의 2가 두 척의 구축함의 화력 지원을 받아 오스만 제국의 진지를 공격했으며, 나머지 3분의 1의 중포는 보병 공격을 엄호하기 위해 포격을 가했다. 제21군단의 보병은 지중해 해안에서 제8군의 제22군단이 방어하던 전선의 서부 해안 부분에 공격을 개시했다. 툴카름 전투에서 제60사단은 전방 및 2차 방어선 참호를 돌파하여 제8군단의 본부가 위치한 툴카름을 결국 점령했다. 그들의 오른쪽에서, 오스만 제국의 제22군단이 방어하던 탑소르 주요참호체계는 3사단(라호르), 7사단(미루트), 75사단이 공격하여 결국 점령했다. 이 세 사단은 오스만 제국의 XXII 군단이 증원되었음에도 불구하고 전진하여 에트 티레와 마수디예역을 점령했다. 툴카름과 탑소르 전투 과정에서 7사단(미루트)과 60사단은 전선에 간격을 만들어 사막 기병군단이 이를 통해 진격할 수 있게 했다. 그들은 북쪽과 동쪽으로 후방을 향해 진격하여 방어 중인 오스만 제국 군대의 통신선을 점령했다. 공격 중인 제21군단의 오른쪽 측면은 아라라 전투 동안 라파트 돌출부를 지키고 중심으로 사용한 54사단(이스트 앵글리안)과 프랑스 식민지 부대인 팔레스타인 및 시리아 프랑스 부대가 오스만 제국의 아시아 군단으로부터 보호했다.
샤론 전투의 기병전은 보병 공격 중 전선에 틈이 생기자마자 시작되었다. 제5기병사단이 선두에 서서 샤론 평원을 따라 북쪽으로 진격했고, 제4기병사단이 그 뒤를 따랐으며 오스트레일리아 기병사단은 예비로 배치되었다. 이 사단들은 9월 20일에 두 개의 고개를 통해 카르멜산을 넘어 이즈르엘 평원을 점령했다. 여기서 그들은 오스만 제국의 주요 통신선을 차단했다. 제4기병사단과 제5기병사단의 부대는 아풀라를 점령하기 위해 결집했고, 제4기병사단은 9월 19일 오후에 베이산을 점령했다. 오스트레일리아 기병사단은 나블루스에서 다마스쿠스로 향하는 주요 퇴로를 점령하면서 수천 명의 포로를 잡았다. 9월 20일, 오스만 제국의 일드림 집단군 본부가 위치한 나사렛은 제5기병사단에 의해 공격을 받았으나 영국군은 공격에 실패했다. 나사렛 전투 동안 오스만 제국 총사령관 오토 리만 폰 산데르스는 도망쳐야 했다. 제5기병사단은 다음 날 나사렛을 점령했고, 며칠 후 이 사단은 하이파 전투에서 하이파와 아크레도 점령했다. 샤론 전투의 마지막 날, 오스트레일리아 기병사단은 사마흐를 공격했는데, 이 지역은 리만이 나사렛에서 도망칠 때 미리 연합군의 공격에 대해 경고를 내린 지역이었다. 사마흐 전투에서 오스트레일리아 기마사단은 승리를 거두었고, 이어 티베리아스를 점령하면서 샤론 전투와 메기도 전투가 끝났다. 샤론 전투와 나블루스 전투, 즉 메기도 전투의 결과로 많은 영토와 포로가 확보되었다. 메기도 전투가 끝난 다음 날, 시나이 및 팔레스타인 전역의 마지막 공세가 시작되었고, 10월 1일 영국 주도 연합군은 다마스쿠스를 점령했다.